# TAシリーズ
TAシリーズは、タミヤよりリリースされている電動RCカーモデルのシャーシ名称である。

## 概要
バブル時代後、行き過ぎた先鋭化によりそれまでラジコン界を支えていたオフロードモデル衰退の兆しが見え始めた1991年、ダイレクトドライブ方式が主流であったそれまでのオンロードモデルと異なる、実車感あふれる4WDモデルとして「TA01シャーシ」が登場。現在まで続くツーリングカーブームの鏑矢となった。以来、タミヤのツーリングカーモデルのモデルナンバーとして「TA」が使われ続けて現在に至っている。
TA03より、駆動形式がベルトドライブ方式へとシフトしたのに合わせ、シャフトドライブモデルは新たに「TB」というモデルナンバーを与えられて分派した。

## TAシリーズ

### TA01、02系

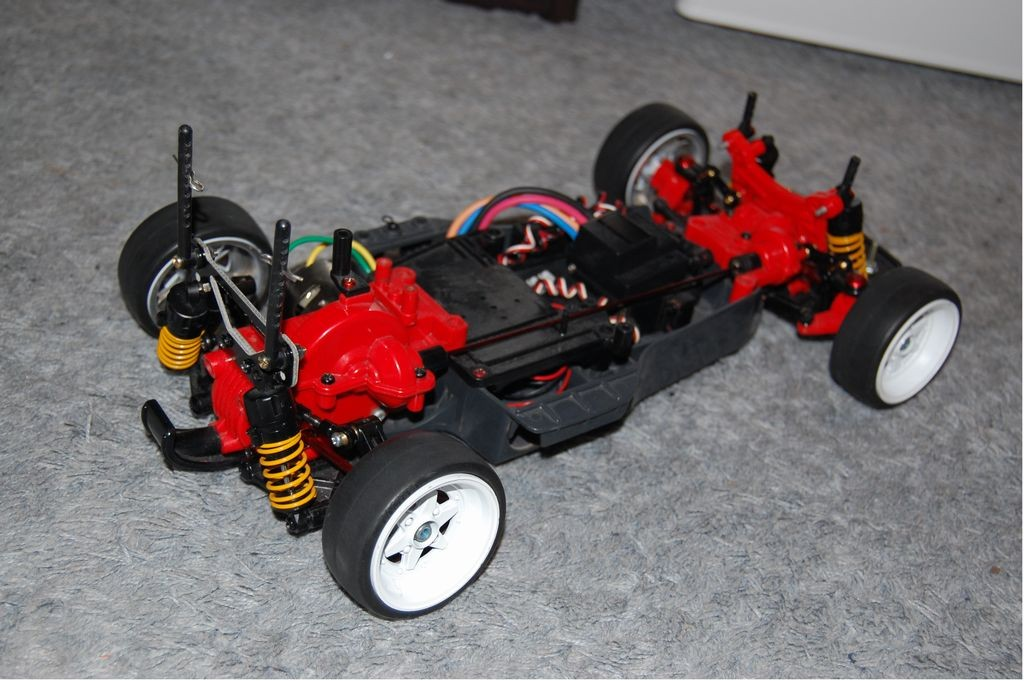
TA01

- TA01 　1991年7月登場

オフロードモデルであるマンタレイ（のちにDF01と命名）をベースに、サスアーム・ダンパーを変更してトレッド、ホイールベースを短縮し、ツーリングカーボディを載せられるようにしたシャーシ。爆発的ヒットを記録し、現在まで続くツーリングカーモデルというジャンルを切り拓いた記念碑的モデル。車種によってオンロード、オフロード（ラリー）対応のバリエーションがある（主にサスの硬さ、付属タイヤの種類で分けられていた）
なお、発売当初は「四駆ツーリングカーシャーシ」と呼称されていたが、タミヤRCカーグランプリにて滝博士が「TA01」と命名したことを公表して以来、この名称が使われるようになった。ＷＢ（ホイールベース）257mm
- TA01L

サスアームの変更により、トレッド、ホイールベースを延長したモデル。ハマーや軽装甲機動車などのミリタリーモデルの車体としていまなお現行ラインナップに名を連ねている。ＷＢ（ホイールベース）280mm
- TA02　　1993年11月登場

TA01のシャーシを短縮、後部駆動系を前進させて前後重量バランスを改善し、フロントサスアームをロングスパン化したマイナーチェンジモデル。ＷＢ（ホイールベース）257mm
・スペシャルシャーシキット　　1995年7月登場
各種オプション（フロントワンウェイ、ハードプロペラシャフト、ユニバーサルシャフト、スタビライザーなど）を同梱した限定販売モデル。
- TA02SW

リアサスアームをTA01のものとし、ショートホイールベース化したモデル。このモデルに限り、通常赤色のギアケースが銀色となっている。
- TA02W

フロントナックルをTA01のものとし、後輪にワイドタイヤを装着したワイドトレッド化モデル。ボディはル・マン出場車、NISMO Clarion GTｰRLM等。ＷＢ（ホイールベース）257mm
- TA02T

CVAダンパーミニ・直径88mmのタイヤを採用することで、オフロードでスピードに乗った走りが楽しめるモデル。ＷＢ（ホイールベース）255mm
- FF01　　1993年7月登場

ツーリングカーモデルのバリエーションとして販売されたFFシャーシ。TA02と共通のフレーム、足回りの車体に、フロントオーバーハングにモーターを搭載した専用のギアボックスを装備。フロント寄りの重量配分によって、タックインなどの独特の挙動が楽しめるモデル。
※TAシリーズとは別系統モデルであるが、メインフレームを筆頭にギアボックス以外の基本コンポーネンツがTA02と共通であるため、本項に含む。なお、開発は並行して行われていたであろうが、TA02よりFF01のデビューが先である。

### TA03系
- TA03F PRO　　1996年6月登場

タミヤ初のベルト駆動による4WDモデル。（現代のフルベルトドライブではなく、前後の駆動系の中継のみベルトを使用）先行モデルとしてFRPダブルデッキシャーシ、スタビ、ボールデフに04モジュールギアなどのオプションを標準装備。モーターがフロントオーバーハングに搭載され、前後重量バランスも均整化されている。
・デビッド・ジュン・スペシャル　　1997年11月登場
TA03F PROによる96、97年の全米選手権優勝を記念して限定販売されたフルオプションモデル。
・ドリフトスペック　　2005年9月登場
この時期ドリフト走行がブレイクの兆しを見せており、すでに生産停止になって久しかったTA03F PROはフロントモーター4WDという、ドリフト走行に好適な車体構成であったことから、ドリフトタイヤを装備して限定再生産されたモデル。
- TA03F

上記TA03F PROをベーシック化した廉価モデル。オプションは外され、シャーシもバスタブ化されている。
- TA03R-S

モーターをリアミッドシップに搭載する新設計のギアボックスに、全長を短縮したシャーシを組み合わせたショートホイールベースモデル。TA03FとTA03RよりもTA03R-SとTA03F-Sは20mmホイールベースが短縮されている。このモデルから従来よりさらに短い「CVAダンパー・スーパーミニ」が採用されている。
・TRFスペシャルシャーシキット　　1999年7月登場
限定販売のフルオプションモデル。
- TA03R

TA03R-Sのバスタブを改設計し、通常のツーリングカーのサイズへと変更したモデル。TA03Fのバスタブよりもバッテリーが前寄りに搭載されており、前後重量バランスが50:50となっている。
・TRFスペシャルシャーシキット　　1998年12月登場
限定販売のフルオプションモデル。
- TA03F-S

TA03Fの駆動系とTA03R-Sのシャーシを組み合わせた、フロントモーター4WDのショートホイールベースモデル。
以上の全モデルについて、TA03系は車体コンポーネンツが完全に共通化されており、様々な組み合わせによって異なる走行特性を味わうことができた。

### TA04系
- TA04 PRO　　2000年6月登場

ハイエンドモデル「TRF414」を基礎とした新世代の量産モデルとして登場。当時の流行である2ベルト4WDを採用し、左右方向の重量バランスを均等にするようにした414同様のバッテリー、モーターのレイアウトとなっている。前作TA03F PROと同様、先行モデルとしてFRPダブルデッキシャーシに、ある程度のオプションを装備。また、足回りを414と同様のロングスパンサスアーム、タミヤ量産モデル初の24mm幅（ミディアムナロー）タイヤを装備し、この時期より顕著になったハイグリップタイヤへと対応させている。
・ブルーコレクション　　2001年12月登場　
ブルーアルマイトに染められたアルミパーツをメインに、10点のオプションを装備した限定モデル。ホイールも青色とされている。
・TRFスペシャルシャーシキット　　2003年3月登場
TRF414MのIFMAR世界選手権優勝に合わせ、限定販売されたフルオプションモデル。シルバーサーフェースカーボン（SSG）シャーシ等、このモデル限定のオプションが満載されていた。
- TA04

上記TA04 PROのベーシックモデル。強化樹脂製ダブルデッキフレームを採用。
- TA04-S　　2001年5月登場

TA04にフルベアリング、ターンバックルシャフトを装備。タイヤはナロータイプが付属。モーターが付属しないTA04の廉価版モデル。シャーシキットも発売された。
- TA04-R　　2001年11月登場

TA04Sをベースに、ボールデフ、カーボンアッパーデッキ、カーボン混入バスタブシャーシ、アルミダンパー等20点のオプションを装備したファインチューンモデル。
・チューンドシャーシ　　2003年8月登場
TA04-Rに新設計・新素材のパーツを組み込んだモディファイドモデル。シャーシやダンパーステーの素材が従来のカーボンよりもたわみやすく、表面がシルバーのSSGカーボンが採用された。
- TA04-SS　　2002年5月登場。

TA04Sに専用サスアームを装着し、ホイールベースを10mm短縮したモデル。

### TA05系
- TA05　　2005年6月登場

ハイエンドモデル「TRF415」のノウハウを流用した量産モデル。流行に則ったバッテリー縦置き、スパーギアの搭載位置を下げた低重心レイアウトに加え、車体中央にモーターを装備した「前後等長2ベルト駆動」による癖のない操縦性が特徴。足回りには実績を積んだTA04と共通のサスアームを採用。
・TA05-R　　2007年4月登場
TRFダンパーや軽量リバーシブルサスペンションなどのオプションを装備した限定モデル。
- TA05-IFS　　2007年3月登場

フロントフードの低い最新のGTカーのボディの搭載を可能とするため、フロントダンパーステーを撤去してロッカーアーム中継による「インボード・フロント・サスペンション（IFS）」を採用したモデル。リアダンパーステーも若干低い仕様となっている。また、サスアームにはハイエンドモデルに採用されている「軽量リバーシブルサスペンション」と同形状のサスアームを装備。
組み立てキット採用例：「EBBRO 350R」、「ECLIPSE ADVAN SC430」、「レイブリック NSX 2007」
・TA05-IFS R　　2008年5月発売
TA05-IFSにTRF416用の足回りや、豊富なオプションを組み込んだ限定モデル。樹脂パーツは強化品へと置き換えられている。
- TA05MS　　2007年7月登場

「TA05」の名を冠してはいるが、05系列とは全く別物のハイエンドシャーシ。内容としては、タミヤRC30周年記念として限定販売された「ポルシェ934アニバーサリーモデル」の通常ツーリングカーサイズ、と呼べるシャーシである。
TRF415のトラクションにTA05の回頭性能をバランスよく備えた操縦特性を狙っている。
- TA05 Ver.II　　2009年6月登場

TA05-IFSをベースに、片持ち式センターシャフト（バッテリーを中央に寄せるため）、メインフレームの幅縮小、TRF416と同規格の足回りなど、より現代的にアップデートが施されたモデル。
組み立てキット採用例：「ランボルギーニ ガヤルド LP 560-4 スーパー トロフェオ」、「マッハGOGOGO車検408R」
・TA05 Ver.IIR　　2010年10月登場
TA05 Ver.IIに豊富なオプションを組み込んだ限定モデル。樹脂パーツは強化品へと置き換えられている。ホイールは専用色のピンク。アルミセンターモータープレート、アルミセンターシャフトストッパーを専用部品として装備。

### TA06系
- TA06

ブラシレスモータ、リン酸鉄リチウムイオン電池などの新しいパワーソースに対応するために重量バランスを見直し、TRFのノウハウを投入。モノコックフレームはセンター縦置きバッテリー・リヤモーターを採用。駆動系はリヤ駆動をギヤダウン方式とした2ベルト4WD。フロントサスペンションはインボード・アウトボード選択式で、インボードタイプを選択した場合、ショックアブソーバーはシャーシ上部に進行方向と平行に搭載される。バッテリーは、シャーシ下部にある4本のネジで止められたカバーを開閉し着脱する。
組み立てキット採用例：「SUMO POWER GT NISSAN GT-R」「トヨタ 86」「スバル BRZ R&Dスポーツ」「PETRONAS SYNTIUM メルセデス・ベンツ SLS AMG GT3」「フェラーリ458 チャレンジ」
- TA06 PRO　　2011年6月登場

TRFダンパーなどのオプションを装備した限定モデル
- TA06 MS　　2013年6月登場

TA06のハイエンド版。ハイスピード領域でのコントロール性を重視しカーボンダブルデッキとなり、オプションパーツも多数装備。ステアリングサーボはシャーシ右側にレイアウト変更。
- TA06-R　　2014年3月登場

TA06にオプションパーツを満載し、主にタミヤ主催レースへの参戦を想定された仕様になっている。TRFショートダンパーを前後にアウトボードで装備し、サスアームやアップライト、サスマウントはTRF418用を使用。スタビライザーも前後に装備している。

### TA07系
- TA07 PRO　　2016年7月発売[11]

第55回 静岡ホビーショーにて新製品として発表された、シングルベルト方式を採用した4WDシャーシ。左右のねじれ剛性を均等にした、特徴的なコンポジットフレームを採用している。TRF419のステアリング系や足周り、デフギヤを使用。モーター搭載位置を3箇所から選択でき、モーター搭載位置変更時にベルト交換は不要（テンション調整は必要）。主な付属パーツは、フルベアリング、アッセンブリーユニバーサルシャフト（前後）、TRFスペシャルダンパー、ハイトルクサーボセイバー等。
モーターマウントをロワデッキに固定するA15部品の取り付け向きに注意。
商品開発の際は市場が成熟し切っている事が難点だったようで、「先代を超える戦闘力」「新しい機能やデザイン」といった点をコンセプトに開発された。

## TAシリーズ型式一覧
| モデルナンバー | 駆動形式                                    | モーター位置                  | 備考                                     |
| -------------- | ------------------------------------------- | ----------------------------- | ---------------------------------------- |
| TA01           | シャフトドライブ4WD                         | リアミッドシップ              |                                          |
| TA01L          | シャフトドライブ4WD                         | リアミッドシップ              | ワイドトレッド・ロングホイールベース     |
| TA02           | シャフトドライブ4WD                         | リアミッドシップ              |                                          |
| TA02SW         | シャフトドライブ4WD                         | リアミッドシップ              | ショートホイールベース・ワイドトレッド   |
| TA02W          | シャフトドライブ4WD                         | リアミッドシップ              | ワイドトレッド                           |
| FF01           | 2WD（前輪駆動）                             | フロントオーバーハング        |                                          |
| TA03F          | ベルトドライブ4WD                           | フロントオーバーハング        |                                          |
| TA03R-S        | ベルトドライブ4WD                           | リアミッドシップ              | ショートホイールベース 237ｍｍ           |
| TA03R          | ベルトドライブ4WD                           | リアミッドシップ              |                                          |
| TA03F-S        | ベルトドライブ4WD                           | フロントオーバーハング        | ショートホイールベース 237ｍｍ           |
| TA04           | ベルトドライブ4WD                           | リアミッドシップ              |                                          |
| TA04-SS        | ベルトドライブ4WD                           | リアミッドシップ              | ショートホイールベース 247ｍｍ           |
| TA05           | 等長2ベルトドライブ4WD                      | ミッドシップ                  |                                          |
| TA05-IFS       | 等長2ベルトドライブ4WD                      | ミッドシップ                  | インボードフロントサスペンション         |
| TA05MS         | ベルトドライブ4WD                           | リアミッドシップ              | ハイエンドモデル。前後のベルト長は異なる |
| TA05 Ver.II    | 等長2ベルトドライブ4WD                      | ミッドシップ                  | インボードフロントサスペンション         |
| TA06           | フロントベルトドライブ・リアギアドライブ4WD | リアミッドシップ              |                                          |
| TA06 PRO       | フロントベルトドライブ・リアギアドライブ4WD | リアミッドシップ              |                                          |
| TA06MS         | フロントベルトドライブ・リアギアドライブ4WD | リアミッドシップ              | ハイエンドモデル                         |
| TA06-R         | フロントベルトドライブ・リアギアドライブ4WD | リアミッドシップ              |                                          |
| TA07 PRO       | シングルベルトドライブ4WD                   | ミッドシップ/リアミッドシップ | モーター搭載位置は3箇所から選択可能      |